# جلفه
الجفله (به عربی: الجلفة) شهری در استان الجفله واقع در کشور الجزایر است که در سال ۱۹۹۸ میلادی ۱۵۴٫۲۶۵ نفر جمعیت داشته و جمعیت آن در سال ۲۰۰۵ میلادی به ۲۲۱٫۲۳۱ نفر رسیده‌است.